# The Cribs
The Cribs – brytyjski zespół grający w nurcie indie rocka z Wakefield w hrabstwie West Yorkshire.
Zespół składa się z bliźniaków Gary’ego i Ryana Jarmana oraz ich młodszego brata Rossa Jarmana. W latach 2008–2010 w skład grupy wchodził również gitarzysta grupy The Smiths – Johnny Marr.

## Dyskografia
- The Cribs (2004)
- The New Fellas (2005) UK #78
- Men’s Needs, Women’s Needs, Whatever (2007) UK #13 (srebrna płyta)
- Ignore The Ignorant (2009) UK #8
- In the Belly of the Brazen Bull (2012) UK #9

## DVD
- Live at the Brudenell Social Club (15 grudnia 2008)